# Associazione Sportiva Gubbio 1910 2014-2015
Questa voce raccoglie le informazioni riguardanti l'Associazione Sportiva Gubbio 1910 nelle competizioni ufficiali della stagione calcistica 2014-2015.

## Stagione
Nella stagione 2014-2015 il Gubbio partecipa al decimo campionato di terza serie della sua storia, nella nuova Lega Pro. Il 2 maggio 2015 è stato esonerato il tecnico Acori. Per l'ultima di campionato la squadra è stata affidata al vice allenatore Marco Bonura. Al termine del campionato la squadra eugubina si classifica al sedicesimo posto, quindi partecipa ai play-out. Retrocede in Serie D, poiché nel confronto con il Savona perde nella gara di andata per 2-1 in terra ligure e pareggia al ritorno in casa per 1-1.

## Divise e sponsor
Il fornitore ufficiale di materiale tecnico è Givova, mentre lo sponsor ufficiale è Colacem.
| 1ª divisa | 2ª divisa |

## Organigramma societario
Area direttiva
- Presidente: Sauro Notari
- Vice presidenti: Rodolfo Mencarelli, Ezio Urbani
- Amministratore delegato: Marco Fioriti
- Direttore sportivo: Giuseppe Pannacci

Area organizzativa
- Segretario generale e sportivo: Antonio Cecchetti
- Segretario: Leonardo Lucaroni
- Team manager: Luciano Ramacci

Area comunicazione
- Responsabile amministrazione e finanza: Fabio Cecchetti

Area marketing
- Responsabile marketing: Leonardo Ceccarelli

Area tecnica
- Allenatore: Leonardo Acori (1ª-37ª)
poi Marco Bonura (38ª)
- Allenatore in seconda: Marco Bonura
- Preparatore atletico: Alessandro Scaia
- Preparatore dei portieri: Giovanni Vecchini

Area sanitaria
- Medico sociale: Giangiacomo Corbucci
- Fisioterapisti: Loris Camoni, Andrea Rosetti

## Rosa
Rosa, tratta dal sito ufficiale, a febbraio 2015.
| N. |                    | Ruolo | Calciatore        |
| -- | ------------------ | ----- | ----------------- |
|    | Italia (bandiera)  | P     | Matteo Bellucci   |
|    | Italia (bandiera)  | P     | Leonardo Citti    |
|    | Italia (bandiera)  | P     | Antony Iannarilli |
|    | Italia (bandiera)  | D     | Marco Caldore     |
|    | Italia (bandiera)  | D     | Emanuele D'Anna   |
|    | Italia (bandiera)  | D     | Alberto Galuppo   |
|    | Polonia (bandiera) | D     | Igor Łasicki      |
|    | Italia (bandiera)  | D     | Alessio Luciani   |
|    | Italia (bandiera)  | D     | Pietro Manganelli |
|    | Italia (bandiera)  | D     | Giovanni Nuti     |
|    | Italia (bandiera)  | D     | Mattia Rosato     |
|    | Italia (bandiera)  | C     | Daniele Casiraghi |
|    | Italia (bandiera)  | C     | Eros Castelletto  |

| N. |                   | Ruolo | Calciatore          |
| -- | ----------------- | ----- | ------------------- |
|    | Italia (bandiera) | C     | Tommaso Domini      |
|    | Italia (bandiera) | C     | Alessio Esposito    |
|    | Italia (bandiera) | C     | Simone Guerri       |
|    | Italia (bandiera) | C     | Massimo Loviso      |
|    | Italia (bandiera) | C     | Marcello Mancosu    |
|    | Italia (bandiera) | C     | Lorenzo Marchionni  |
|    | Italia (bandiera) | A     | Marco Badiali       |
|    | Italia (bandiera) | A     | Michele Bentoglio   |
|    | Italia (bandiera) | A     | Davide Cais         |
|    | Italia (bandiera) | A     | Alessandro Luparini |
|    | Italia (bandiera) | A     | Giuliano Regolanti  |
|    | Italia (bandiera) | A     | Gennaro Tutino      |
|    | Italia (bandiera) | A     | Diego Vettraino     |

## Calciomercato

### Sessione estiva(dal 01/07 al 01/09)
| Acquisti | Acquisti                 | Acquisti    | Acquisti   |
| R.       | Nome                     | da          | Modalità   |
| -------- | ------------------------ | ----------- | ---------- |
| P        | Leonardo Citti           | Juventus    | prestito   |
| P        | Antony Iannarilli        | Salernitana | definitivo |
| D        | Alberto Galuppo          | Parma       | prestito   |
| D        | Igor Łasicki             | Napoli      | prestito   |
| D        | Marco Caldore            | Sorrento    | definitivo |
| D        | Emanuele D'Anna          | Sorrento    | definitivo |
| D        | Alessio Luciani          | Lazio       | prestito   |
| D        | Pietro Manganelli        | Parma       | prestito   |
| D        | Mattia Rosato            | Roma        | prestito   |
| C        | Daniele Casiraghi        | Parma       | prestito   |
| C        | Eros Castelletto         | Juventus    | prestito   |
| C        | Tommaso Domini           | Parma       | prestito   |
| C        | Alessio Esposito         | Sorrento    | definitivo |
| C        | Massimo Loviso           | Parma       | prestito   |
| C        | Marcello Mancosu         | Trapani     | prestito   |
| C        | Lorenzo Marchionni       | Chievo      | prestito   |
| A        | Michele Bentoglio        | Parma       | prestito   |
| A        | Davide Cais              | Juventus    | prestito   |
| A        | Alessandro Luparini      | Parma       | prestito   |
| A        | Giuliano Regolanti       | Frosinone   | prestito   |
| A        | Diego Vincenzo Vettraino | Trapani     | prestito   |

| Cessioni | Cessioni            | Cessioni | Cessioni      |
| R.       | Nome                | a        | Modalità      |
| -------- | ------------------- | -------- | ------------- |
| D        | Gian Marco Ferrari  | Parma    | fine prestito |
| D        | Andrea Giallombardo | Parma    | fine prestito |
| D        | Luca Procacci       | Parma    | fine prestito |

### Fuori sessione
| Acquisti | Acquisti      | Acquisti | Acquisti   |
| R.       | Nome          | da       | Modalità   |
| -------- | ------------- | -------- | ---------- |
| C        | Simone Guerri | Torres   | definitivo |

| Cessioni | Cessioni | Cessioni | Cessioni |
| R.       | Nome     | a        | Modalità |
| -------- | -------- | -------- | -------- |

### Sessione invernale(dal 05/01 al 02/02)
| Acquisti | Acquisti       | Acquisti | Acquisti |
| R.       | Nome           | da       | Modalità |
| -------- | -------------- | -------- | -------- |
| A        | Gennaro Tutino | Napoli   | prestito |

| Cessioni | Cessioni            | Cessioni | Cessioni      |
| R.       | Nome                | a        | Modalità      |
| -------- | ------------------- | -------- | ------------- |
| A        | Alessandro Luparini | Parma    | fine prestito |

## Risultati

### Lega Pro

#### Girone di andata
| L'Aquila 30 agosto 2014, ore 14:30 CEST 1ª giornata | L'Aquila           | 0 – 0 referto | Gubbio | Stadio Tommaso Fattori (1.800 spett.)\| Arbitro: \| Illuzzi (Molfetta) \| |
| Arbitro:                                            | Illuzzi (Molfetta) |               |        |                                                                           |

| Arbitro: | Capraro (Cassino) |

|  |           |                      |
|  | Marcatori | 8’ Nolè 30’ Calcagni |

| Arbitro: | Morreale (Roma 1) |

|                                   |           |               |
| Morrone 7’ Arma 66’ (rig.), 90+1’ | Marcatori | 11’ Vettraino |

| Arbitro: | Pagliardini (Arezzo) |

|            |           |               |
| Loviso 84’ | Marcatori | 61’ Germinale |

| Arbitro: | Luciano (Lamezia Terme) |

|                   |           |            |
| Lapadula 39’, 65’ | Marcatori | 34’ Domini |

| Arbitro: | Dei Giudici (Latina) |

|                                    |           |                   |
| Regolanti 38’ Łasicki 73’ Cais 80’ | Marcatori | 42’, 45’ Demartis |

| Arbitro: | Mastrodonato (Molfetta) |

|  |           |              |
|  | Marcatori | 27’ Esposito |

| Arbitro: | Pillitteri (Palermo) |

|                    |           |            |
| Cellini 74’ (rig.) | Marcatori | 87’ Loviso |

| Arbitro: | Fiorini (Frosinone) |

|  |           |                  |
|  | Marcatori | 5’ (rig.) Grassi |

| Arbitro: | Capilungo (Lecce) |

|                             |           |                          |
| Altinier 47’ Berrettoni 54’ | Marcatori | 56’ Regolanti 74’ D'Anna |

| Arbitro: | Cifelli (Campobasso) |

|                                             |           |               |
| Mancosu 29’ Regolanti 42’ Loviso (rig.) 73’ | Marcatori | 36’ Tremolada |

| Arbitro: | Perotti (Legnano) |

|                          |           |            |
| Fantoni 15’ Melandri 59’ | Marcatori | 74’ Loviso |

| Arbitro: | Fourneau (Roma 1) |

|                                             |           |  |
| Loviso 11’, 90+1’ Mancosu 56’ Regolanti 66’ | Marcatori |  |

| Arbitro: | Pietropaolo (Modena) |

|                          |           |                                              |
| Paoli 10’ Morbidelli 87’ | Marcatori | 4’ (rig.), 15’ Loviso 32’ Regolanti 90’ Cais |

| Arbitro: | D'Apice (Arezzo) |

|                          |           |  |
| Cais 79’ Regolanti 90+3’ | Marcatori |  |

| Arbitro: | Melidoni (Frattamaggiore) |

|  |           |                          |
|  | Marcatori | 34’ Casiraghi 74’ Domini |

| Arbitro: | Strippoli (Bari) |

|            |           |              |
| Loviso 76’ | Marcatori | 55’ Vassallo |

| Arbitro: | Viotti (Tivoli) |

|           |           |  |
| Rieti 43’ | Marcatori |  |

| Arbitro: | Andreini (Forlì) |

|                  |           |           |
| Iannarilli 90+2’ | Marcatori | 88’ Verna |

#### Girone di ritorno
| Gubbio 10 gennaio 2015, ore 15:00 CET 20ª giornata | Gubbio          | 0 – 0 referto | L'Aquila | Stadio Pietro Barbetti (1.294 spett.)\| Arbitro: \| Marini (Roma 1) \| |
| Arbitro:                                           | Marini (Roma 1) |               |          |                                                                        |

| Arbitro: | Maggioni (Lecco) |

|                  |           |               |
| Forte 44’ (rig.) | Marcatori | 27’ Regolanti |

| Arbitro: | Caso (Verona) |

|               |           |             |
| Regolanti 68’ | Marcatori | 81’ Beretta |

| Arbitro: | Vesprini (Macerata) |

|            |           |  |
| Zigoni 41’ | Marcatori |  |

| Arbitro: | Guccini (Albano Laziale) |

|             |           |                                               |
| Mancosu 19’ | Marcatori | 38’, 63’ Donnarumma Lapadula 43’ Petrella 74’ |

| Arbitro: | Fanton (Lodi) |

|             |           |             |
| Marconi 89’ | Marcatori | 67’ Mancosu |

| Arbitro: | Zanonato (Vicenza) |

|             |           |             |
| Mancosu 68’ | Marcatori | 40’ Bocalon |

| Arbitro: | De Angeli (Abbiategrasso) |

|                |           |                               |
| Marchionni 61’ | Marcatori | Cellini 88’ (rig.) Teso 90+5’ |

| Arbitro: | Dionisi (L'Aquila) |

|  |           |               |
|  | Marcatori | 7’ Marchionni |

| Arbitro: | Morreale (Roma 1) |

|                          |           |                          |
| Tutino 72’ Casiraghi 86’ | Marcatori | 31’ Grassi 83’ Dell'Orco |

| Arbitro: | Mastrodonato (Molfetta) |

|                       |           |               |
| Ruopolo 50’, 62’, 75’ | Marcatori | 10’ Casiraghi |

| Arbitro: | Rasia (Bassano del Grappa) |

|                 |           |           |
| Loviso 54’, 78’ | Marcatori | 71’ Drudi |

| Arbitro: | Sprezzola (Mestre) |

|              |           |  |
| Ingrosso 38’ | Marcatori |  |

| Arbitro: | Boggi (Salerno) |

|  |           |                      |
|  | Marcatori | 78’ Bondi 84’ Paponi |

| Arbitro: | Capone (Palermo) |

|                       |           |  |
| Musetti 74’ Sensi 77’ | Marcatori |  |

| Arbitro: | Lanza (Nichelino) |

|                   |           |                    |
| Loviso 75’ (rig.) | Marcatori | 42’ (rig.) Guidone |

| Arbitro: | Formato (Benevento) |

|                             |           |                       |
| Mungo 25’, 47’ Anastasi 75’ | Marcatori | 14’ Guerri 42’ D'Anna |

| Arbitro: | Melidoni (Frattamaggiore) |

|  |           |         |
|  | Marcatori | 5’ Bini |

| Arbitro: | Fiore (Barletta) |

|                                        |           |                                     |
| Torromino 45’ (rig.) De Feo 89’ (rig.) | Marcatori | 15’ D'Anna 57’ Guerri 78’ Vettraino |

### Play-out
| Arbitro: | Tardino (Milano) |

|                        |           |                 |
| Demartis 36’ Sanna 38’ | Marcatori | 90+3’ Casiraghi |

| Arbitro: | Serra (Torino) |

|            |           |          |
| Rosato 25’ | Marcatori | 3’ Carta |

### Coppa Italia Lega Pro
| Arbitro: | Formato (Benevento) |

|                                |           |                                               |
| Mancosu 4’ Cais 18’ Rosato 50’ | Marcatori | 35’ Pirrone 47’ Addae 69’ Carpani 89’ Mengoni |

| Arbitro: | Di Martino (Teramo) |

|            |           |  |
| Paponi 43’ | Marcatori |  |

## Statistiche
Statistiche aggiornate al 30 maggio 2015.

### Statistiche di squadra
| Competizione          | Punti | In casa | In casa | In casa | In casa | In casa | In casa | In trasferta | In trasferta | In trasferta | In trasferta | In trasferta | In trasferta | Totale | Totale | Totale | Totale | Totale | Totale | DR |
| Competizione          | Punti | G       | V       | N       | P       | Gf      | Gs      | G            | V            | N            | P            | Gf           | Gs           | G      | V      | N      | P      | Gf     | Gs     | DR |
| --------------------- | ----- | ------- | ------- | ------- | ------- | ------- | ------- | ------------ | ------------ | ------------ | ------------ | ------------ | ------------ | ------ | ------ | ------ | ------ | ------ | ------ | -- |
| Lega Pro (girone B)   | 43    | 19      | 5       | 8       | 6       | 24      | 24      | 19           | 5            | 5            | 9            | 22           | 27           | 38     | 10     | 13     | 15     | 46     | 51     | -5 |
| Play-out              | -     | 1       | 0       | 1       | 0       | 1       | 1       | 1            | 0            | 0            | 1            | 1            | 2            | 2      | 0      | 1      | 1      | 2      | 3      | -1 |
| Coppa Italia Lega Pro | -     | 1       | 0       | 0       | 1       | 3       | 4       | 1            | 0            | 0            | 1            | 0            | 1            | 2      | 0      | 0      | 2      | 3      | 5      | -2 |
| Totale                | -     | 21      | 5       | 9       | 7       | 28      | 29      | 21           | 5            | 5            | 11           | 23           | 30           | 42     | 10     | 14     | 18     | 51     | 59     | -8 |

### Andamento in campionato
| Giornata  | 1 | 2  | 3  | 4  | 5  | 6  | 7  | 8  | 9  | 10 | 11 | 12 | 13 | 14 | 15 | 16 | 17 | 18 | 19 | 20 | 21 | 22 | 23 | 24 | 25 | 26 | 27 | 28 | 29 | 30 | 31 | 32 | 33 | 34 | 35 | 36 | 37 | 38 |
| --------- | - | -- | -- | -- | -- | -- | -- | -- | -- | -- | -- | -- | -- | -- | -- | -- | -- | -- | -- | -- | -- | -- | -- | -- | -- | -- | -- | -- | -- | -- | -- | -- | -- | -- | -- | -- | -- | -- |
| Luogo     | T | C  | T  | C  | T  | C  | T  | T  | C  | T  | C  | T  | C  | T  | C  | T  | C  | T  | C  | C  | T  | C  | T  | C  | T  | C  | C  | T  | C  | T  | C  | T  | C  | T  | C  | T  | C  | T  |
| Risultato | N | P  | P  | N  | P  | V  | V  | N  | P  | N  | V  | P  | V  | V  | V  | V  | N  | P  | N  | N  | N  | N  | P  | P  | N  | N  | P  | V  | N  | P  | V  | P  | P  | P  | N  | P  | P  | V  |
| Posizione | 9 | 15 | 19 | 19 | 19 | 15 | 14 | 14 | 16 | 16 | 14 | 15 | 13 | 11 | 7  | 8  | 6  | 8  | 6  | 8  | 8  | 8  | 9  | 11 | 11 | 12 | 14 | 10 | 12 | 12 | 11 | 12 | 12 | 13 | 12 | 14 | 16 | 16 |

Fonte:  GIRONE B STATISTICA, su lega-pro.com.
Legenda:

Luogo: C = Casa; T = Trasferta. Risultato: V = Vittoria; N = Pareggio; P = Sconfitta.

### Statistiche dei giocatori
In corsivo i giocatori ceduti a stagione in corso.
| Giocatore      | Lega Pro | Lega Pro | Lega Pro    | Lega Pro   | Play-out | Play-out | Play-out    | Play-out   | Coppa Italia Lega Pro | Coppa Italia Lega Pro | Coppa Italia Lega Pro | Coppa Italia Lega Pro | Totale   | Totale | Totale      | Totale     |
| Giocatore      | Presenze | Reti     | Ammonizioni | Espulsioni | Presenze | Reti     | Ammonizioni | Espulsioni | Presenze              | Reti                  | Ammonizioni           | Espulsioni            | Presenze | Reti   | Ammonizioni | Espulsioni |
| -------------- | -------- | -------- | ----------- | ---------- | -------- | -------- | ----------- | ---------- | --------------------- | --------------------- | --------------------- | --------------------- | -------- | ------ | ----------- | ---------- |
| L. Citti       | 0        | 0        | 0           | 0          | 0        | 0        | 0           | 0          | 0                     | 0                     | 0                     | 0                     | 0        | 0      | 0           | 0          |
| A. Iannarilli  | 38       | -51 (1)  | 1           | 0          | 2        | -3       | 1           | 0          | 2                     | -5                    | 0                     | 0                     | 42       | -59    | 2           | 0          |
| M. Caldore     | 14       | 0        | 1           | 1          | 1        | 0        | 1           | 0          | 2                     | 0                     | 0                     | 0                     | 17       | 0      | 2           | 1          |
| E. D'Anna      | 35       | 3        | 6           | 0          | 2        | 0        | 0           | 0          | -                     | -                     | -                     | -                     | 37       | 3      | 6           | 0          |
| A. Galuppo     | 17       | 0        | 5           | 0          | 1        | 0        | 1           | 1          | 0                     | 0                     | 0                     | 0                     | 18       | 0      | 6           | 1          |
| I. Łasicki     | 29       | 1        | 7           | 1          | 2        | 0        | 1           | 0          | 2                     | 0                     | 0                     | 0                     | 33       | 1      | 8           | 1          |
| A. Luciani     | 35       | 0        | 9           | 0          | 2        | 0        | 0           | 0          | 1                     | 0                     | 0                     | 0                     | 38       | 0      | 9           | 0          |
| P. Manganelli  | 23       | 0        | 9           | 0          | 2        | 0        | 0           | 0          | 2                     | 0                     | 0                     | 0                     | 27       | 0      | 9           | 0          |
| M. Rosato      | 17       | 0        | 6           | 0          | 2        | 1        | 1           | 0          | 2                     | 1                     | 1                     | 0                     | 21       | 2      | 8           | 0          |
| D. Casiraghi   | 33       | 3        | 9           | 0          | 2        | 1        | 0           | 0          | 1                     | 0                     | 0                     | 0                     | 36       | 4      | 9           | 0          |
| E. Castelletto | 9        | 0        | 0           | 0          | 0        | 0        | 0           | 0          | 0                     | 0                     | 0                     | 0                     | 9        | 0      | 0           | 0          |
| T. Domini      | 23       | 2        | 3           | 0          | 0        | 0        | 0           | 0          | 2                     | 0                     | 0                     | 0                     | 25       | 2      | 3           | 0          |
| A. Esposito    | 19       | 1        | 4           | 1          | 0        | 0        | 0           | 0          | 2                     | 0                     | 0                     | 0                     | 21       | 1      | 4           | 1          |
| S. Guerri      | 30       | 2        | 1           | 0          | 2        | 0        | 1           | 0          | -                     | -                     | -                     | -                     | 32       | 2      | 2           | 0          |
| M. Loviso      | 37       | 12       | 4           | 0          | 2        | 0        | 0           | 0          | 0                     | 0                     | 0                     | 0                     | 39       | 12     | 4           | 0          |
| M. Mancosu     | 34       | 5        | 7           | 1          | 2        | 0        | 0           | 0          | 2                     | 1                     | 0                     | 0                     | 38       | 6      | 7           | 1          |
| L. Marchionni  | 24       | 2        | 6           | 0          | 1        | 0        | 0           | 0          | 1                     | 0                     | 0                     | 0                     | 26       | 2      | 6           | 0          |
| M. Badiali     | 0        | 0        | 0           | 0          | -        | -        | -           | -          | 1                     | 0                     | 0                     | 0                     | 1        | 0      | 0           | 0          |
| M. Bentoglio   | 1        | 0        | 1           | 0          | -        | -        | -           | -          | 1                     | 0                     | 0                     | 0                     | 2        | 0      | 1           | 0          |
| D. Cais        | 31       | 3        | 1           | 0          | 2        | 0        | 0           | 0          | 2                     | 1                     | 0                     | 0                     | 35       | 4      | 1           | 0          |
| A. Luparini    | 4        | 0        | 0           | 0          | -        | -        | -           | -          | 2                     | 0                     | 0                     | 0                     | 6        | 0      | 0           | 0          |
| G. Regolanti   | 34       | 8        | 3           | 1          | 2        | 0        | 0           | 0          | 0                     | 0                     | 0                     | 0                     | 36       | 8      | 3           | 1          |
| G. Tutino      | 11       | 1        | 1           | 0          | -        | -        | -           | -          | -                     | -                     | -                     | -                     | 11       | 1      | 1           | 0          |
| D. Vettraino   | 30       | 2        | 1           | 0          | 1        | 0        | 0           | 0          | 2                     | 0                     | 0                     | 0                     | 33       | 2      | 1           | 0          |
| M. Bellucci    | 0        | 0        | 0           | 0          | -        | -        | -           | -          | 0                     | 0                     | 0                     | 0                     | 0        | 0      | 0           | 0          |
| G. Nuti        | 0        | 0        | 0           | 0          | -        | -        | -           | -          | 0                     | 0                     | 0                     | 0                     | 0        | 0      | 0           | 0          |